# Пятьдесят сатангов (монета)
Пятьдесят сатангов — монета в Таиланде, равная 1⁄2 тайского бата.

## История
Первые монеты в 50 сатангов были отчеканены в 1929 году из серебра как эквивалент более ранних монет — 2 салунга. В 1946 году были отчеканены оловянные монеты двух типов с разными портретами Рамы VIII. В 1950 и 1957 годах были отчеканены монеты двух похожих дизайнов с портретом Рамы IX. В 1980 году были отчеканены монеты из алюминиевой бронзы с новым портретом Рамы IX. В 1987—2008 годах чеканились монеты из алюминиевой бронзы, а в 2008—2017 — монеты похожего дизайна из стали с медным гальванопокрытием с новым портретом Рамы IX. Начиная с 2018 года чеканятся монеты из стали с медным гальванопокрытием с портретом Рамы X.
В 1996 году была отчеканена памятная монета из алюминиевой бронзы в честь 50-летия правления Рамы IX.

## Характеристики монет
| Изображение              | Диаметр | Толщина | Масса | Материал                                                | Аверс                                             | Реверс                                                                      | Годы чеканки |
| ------------------------ | ------- | ------- | ----- | ------------------------------------------------------- | ------------------------------------------------- | --------------------------------------------------------------------------- | ------------ |
|                          | 25,3 мм |         | 7,5 г | серебро 650-й пробы                                     | Портрет Рамы VII, его имя и титул                 | Слон, указание номинала, страны и года чеканки                              | 1929         |
|                          | 25 мм   |         |       | олово                                                   | Портрет Рамы VIII в детстве, его имя и титул      | Эмблема Таиланда, указание номинала, страны и года чеканки                  | 1946         |
|                          | 25,5 мм | 1,6 мм  | 5 г   | олово                                                   | Портрет Рамы VIII, его имя и титул                | Эмблема Таиланда, указание номинала, страны и года чеканки                  | 1946         |
|                          | 22,9 мм |         | 4,5 г | алюминиевая бронза                                      | Портрет Рамы IX, его имя и титул                  | Герб Королевской полиции Таиланда, указание страны, номинала и года чеканки | 1950         |
| Аверс · Реверс           | 23 мм   | 1,7 мм  | 4,5 г | алюминиевая бронза                                      | Портрет Рамы IX, его имя и титул                  | Герб Королевской полиции Таиланда, указание страны, номинала и года чеканки | 1957         |
|                          | 23 мм   |         | 4,9 г | алюминиевая бронза                                      | Портрет Рамы IX, его имя и титул                  | Указание номинала и года чеканки                                            | 1980         |
|                          | 18 мм   | 1,35 мм | 2,4 г | алюминиевая бронза: 92 % медь, 6 % алюминий, 2 % никель | Портрет Рамы IX, его имя и титул                  | Изображение Ват Прахат Дой Сутхеп, указание страны, номинала и года чеканки | 1987—2008    |
|                          | 18 мм   | 1,35 мм | 2,4 г | сталь с медным гальванопокрытием                        | Портрет Рамы IX, его имя и титул                  | Изображение Ват Прахат Дой Сутхеп, указание страны, номинала и года чеканки | 2008—2017    |
|                          | 18 мм   | 1,35 мм | 2,4 г | сталь с медным гальванопокрытием                        | Портрет Рамы X, его имя и титул                   | Монограмма Рамы X с короной, указание страны, номинала и года чеканки       | 2018         |
| Памятные монеты          |         |         |       |                                                         |                                                   |                                                                             |              |
| 50 лет коронации Рамы IX |         |         |       |                                                         |                                                   |                                                                             |              |
|                          | 18 мм   | 1,35 мм | 2,4 г | алюминиевая бронза: 92 % медь, 6 % алюминий, 2 % никель | Портрет Рамы IX на его коронации, его имя и титул | Указание номинала, страны, повода выпуска и даты                            | 1996         |

## Чекан по годам
| Год                      | Монет отчеканено                        |
| Тип 1                    | Тип 1                                   |
| ------------------------ | --------------------------------------- |
| 1929                     | 17 008 000                              |
| Тип 2                    |                                         |
| 1946                     | 2 721 000                               |
| Тип 3                    |                                         |
| 1946                     | 17 008 000                              |
| Тип 4                    |                                         |
| 1950 (тонкие надписи)    | 20 710 000                              |
| 1950 (толстые надписи)   | ?                                       |
| Тип 5                    |                                         |
| 1957                     | 439 874 000                             |
| Тип 6                    |                                         |
| 1980                     | 122 260 000                             |
| Тип 7                    |                                         |
| 1987                     | 1 000                                   |
| 1988                     | 23 776 000                              |
| 1989                     | 57 969 000                              |
| 1990                     | 92 960 000                              |
| 1991                     | 4 660 380                               |
| 1992                     | 105 451 000                             |
| 1993                     | 36 296 000                              |
| 1994                     | 161 172 000                             |
| 1995                     | 147 670 000                             |
| 1996                     | 30 840 000                              |
| 1997                     | 58 336 000                              |
| 1998                     | 100 444 000                             |
| 1999                     | 73 379 700                              |
| 2000                     | 90 760 000                              |
| 2001                     | 105 660 000                             |
| 2002                     | 109 594 000                             |
| 2003                     | 101 210 000                             |
| 2004                     | 36 396 000                              |
| 2005                     | 109 520 000                             |
| 2006                     | 141 603 000                             |
| 2007                     | 45 300 000                              |
| 2008                     | 40 922 709                              |
| Тип 8                    |                                         |
| 2008                     | 78 600 000                              |
| 2009                     | 171 400 000                             |
| 2010                     | ?                                       |
| 2011                     | ?                                       |
| 2014                     | ?                                       |
| 2015                     | 210 000 000                             |
| 2016                     | ?                                       |
| 2017                     | 100 000 000 (запланировано 125 000 000) |
| Тип 9                    |                                         |
| 2018                     | ?                                       |
| Памятные монеты          |                                         |
| 50 лет коронации Рамы IX |                                         |
| 1996                     | ?                                       |